# Pristiophoridae
Pristiophoridae is een familie van kraakbeenvissen uit de orde van de
Pristiophoriformes (Zaaghaaien).

## Geslachten
- Pliotrema Regan, 1906
- Pristiophorus J. P. Müller & Henle, 1837